# Värnplikt i Sverige
Värnplikt i Sverige infördes 1901 och är tillsammans med civilplikt och allmän tjänsteplikt en del av totalförsvarsplikten. Den 16 juni 2009 fattades beslut om att låta värnplikten i Sverige vila i fredstid, vilket trädde i kraft den 1 juli 2010. Den 2 mars 2017 meddelades att värnplikten återinförs från och med 1 juli 2017. Enligt regeringsbeslut i december 2014 kan krigsplacerade värnpliktiga inkallas till repetitionsutbildning, (så kallad repövning/repmånad), något som också tillämpats.
Att värnplikten blev vilande medförde att man i praktiken avskaffade värnpliktsförsvaret och ersatte detta med ett yrkesförsvar. De sista som kallades in i värnplikt 2010 ryckte ut från grundutbildningen i mitten av 2011. Emellertid blir de som genomför den nya frivilliga grundutbildningen krigsplacerade som värnpliktiga även i de fall de inte anställs i Försvarsmakten.
Värnplikten i Sverige tillämpades enbart på män. Denna åtskillnad har stöd i regeringsformen som specifikt undantag från förbud mot könsdiskriminering. Endast en liten del av de värnpliktiga uttogs till militärtjänst från 1990-talet, då det kalla kriget var över, hotbilden mot Sverige ansågs mindre, synen på krig ändrades och man ville spara pengar.
Den 2 mars 2017 meddelades att 4000 kvinnor och män skulle kallas in till grundutbildning med värnplikt – den första årskullen uppgavs då bli personer födda 1999. Därefter kan antalet inkallade komma att öka.
Värnplikten efter 2017 består av grundutbildningen som är mellan 6 och 15 månader beroende på vilken inriktning man blir antagen till. Den består av GMU (grundläggande militärutbildning) som är tre månader samt befattningsutbildningen (BU) som kan vara mellan 1 och 8 månader beroende på vilken befattning man får.

## Historia

### 800- och 900-talen
Redan på vikingatiden eller tidig medeltid hade delar av dåvarande Sverige ett slags värnplikt. Det anses att Svealand på 800- eller 900-talet blev mer eller mindre enat och att Sverige på 1100-talet fanns som ett någorlunda enat rike. Det låg i kungamaktens intresse att utländska handelsskepp kunde färdas och lotsas längs kusten utan att förlisa eller drabbas av rövare. En organisation skapades som kallades ledungen.

### 1600-talet
Gustav II Adolfs krigiska politik krävde en stark krigsmakt. Armén fick därför en ny taktisk och organisatorisk struktur som delvis finns kvar än i dag. För rekrytering till infanteriet delades Sverige först in i sex landsregementsområden. Dessa skulle sätta upp tre fältregementen vardera. Men snart fick fältregementena själva sköta rekryteringen och fick då ett landskap eller län som distrikt. Infanteriet bemannades genom utskrivning, medan kavalleriet bemannades på frivillig väg. 1619 började Sverige skriva ut folk till armén och flottan.
Fram till 1660 hade principen varit att krigen skulle föda sig själva. När en fredsperiod inleddes 1660 blev förbanden sysslolösa och avvecklades. Flottan förföll. Under skånska kriget 1676–1679 blev Karl XI uppmärksam på förhållandena. Han skapade då indelningsverket utifrån tidigare metoder för rekrytering och övning. Genom indelningsverket blev krigsmaktens personal i stort sett självförsörjande, och Kronan slapp utgifter för löner. Grunden för indelningsverket var reduktionen. Manskapet rekryterades genom rotering (infanteriet) och rustning (kavalleriet). I lönen ingick ett torp.
Indelningsverket innebar också att varje län eller landskap skulle sätta upp och underhålla ett regemente på 1200 man. Detta gällde både i fred och i krig. För att övervaka indelningsverket gjorde kungen regelbundna inspektioner av regementena.

### 1700-talet
Stora nordiska kriget 1700–1721 satte indelningsverket på hårda prov. Tre hela arméer sattes efter hand upp under kriget. Armén förlorade folk i strid, och många togs som krigsfångar. I slaget vid Poltava år 1709 kämpade 20 000 svenskar varav 4 000 man stupade och 16 000 togs som krigsfångar.

### 1800-talet

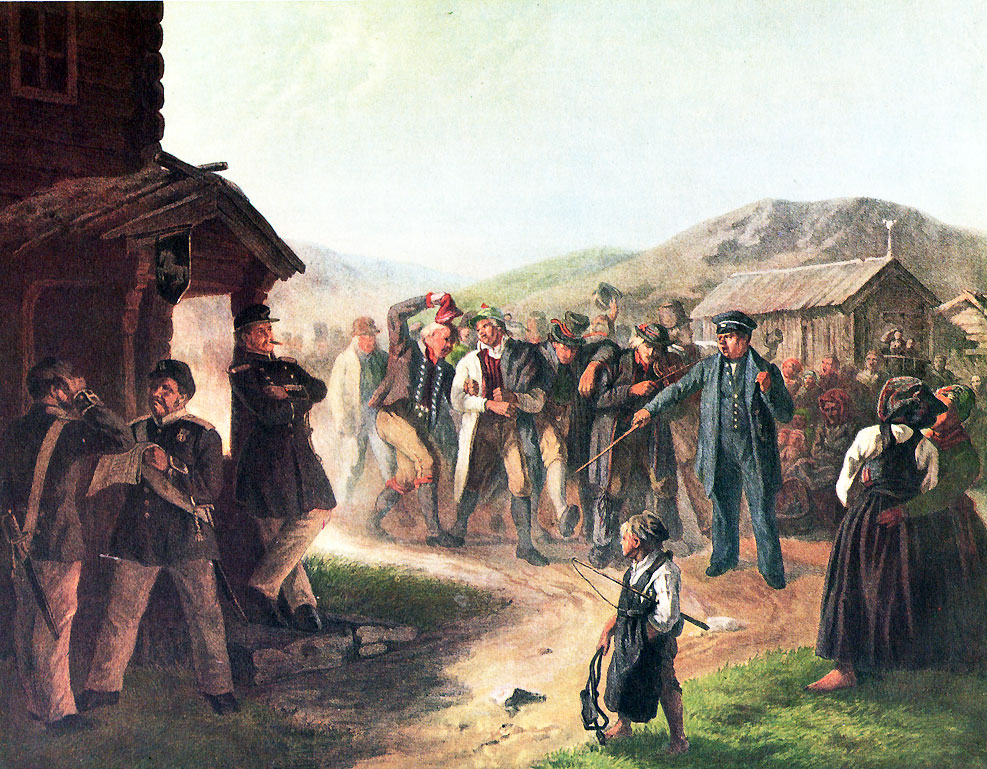
Beväringsgossar i Dalarne, oljemålning av Josef Wilhelm Wallander 1864.

Under hela 1800-talet hade armén kvar det indelta systemet. För att förhindra en upprepning av ryssarnas ockupation av Gotland 1808 skapades Gotlands nationalbeväring 1811. Drygt 7000 gotlänningar, 15–50 år, fick militär träning och utrustning. Vid riksdagen år 1812 kompletterades detta med den allmänna beväringsinrättningen som var den tidens värnplikt. Alla svenska män, 21–25 år, fick en tolv dagar lång militär utbildning. Den allmänna värnpliktens grundsats var dock ännu inte fullt genomförd. De värnpliktiga hade nämligen rätt att leja en annan person i sitt ställe. Mot lejningsrätten hade dock anmärkts bland att den var skadlig för de fattiga som inte hade råd att betala någon i sitt ställe. Följden skulle, som en talare på riddarhuset framhöll, bli att "fosterbygdens försvar skulle åläggas de fattigare såsom ett slags straff för deras fattigdoms skull". En ledamot av prästeståndet föreslog att "listor på dem, som lejde karlar i sitt ställe, skulle tryckas i tidningarna". Ett syfte med det skulle vara "att var och en hederligt tänkande flicka må veta, åt vilken hon ger sin hand och sitt hjärta".
Värnpliktsarmén avsågs först endast som en försvarsreserv, men vid 1847–1848 fastslogs att den skulle utgöra en förstärkning av den ordinarie armén som skulle bestå av såväl stam som beväring. Under Slesvig-holsteinska kriget och Krimkriget höjdes röster för en förlängning av värnplikten, men något beslut kom inte till stånd. Först vid 1856–1858 års riksdag beslutades om en förlängning av beväringarnas övningstid från 12 till 30 dagar, fördelade på två år. 1861 tillsattes den så kallade lantförsvarskommittén, den första i en rad kommittér i ett försök att förlänga värnplikten, Dess betänkande framlades och förkastades vid 1865 års riksdag. Tre följande kommittéförslag framlagda 1869–1871 förkastdes även det. Rätten att skaffa en annan man i sitt ställe avskaffas 1860 och ersattes av rätten till friköp i fred. För att slippa 30 dagars värnplikt fick man betala 100 riksdaler. Friköpsrätten avskaffades 1872. Flera försök att utöka värnplikten strandade. 1873 framtogs det så kallade kompromissförslaget som innebar att grundskatterna och indelningsverket skulle avskrivas under en period av 33 år mot införandet av allmän värnplikt. Det gick dock trögt. Först sedan grundskatterna 1885 sänkts med 30 % och 30 % av kostnaderna för indelningsverket överförts till staten ökades värnplikten från 30 till 42 dagar. 1885 års värnpliktslag innebar att varje svensk man var värnpliktig mellan 21 och 32 års ålder. 1892 ingicks slutligen en bred uppgörelse om försvaret, som innebar att värnplikten förlängdes till 90 dagar och att omfatta män mellan 21 och 41 år, samtidigt som grundskatterna och indelningsverket skulle avvecklas under en tioårsperiod.
Under Napoleonkrigen vid början av 1800-talet framstod det indelta systemet som otidsenligt. Olika förslag till nyordning diskuterades inom riksdagen, men finansieringen kunde inte lösas och därför gjordes inga större förändringar.

### 1900-talet

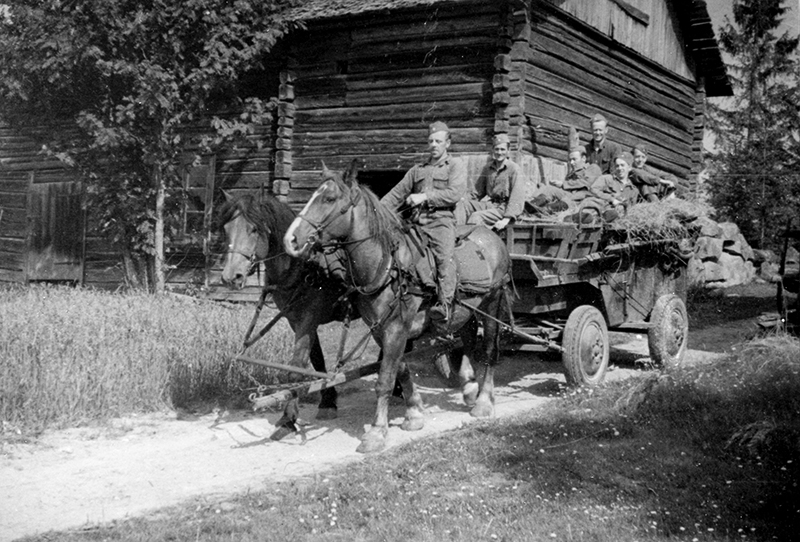
Svenska värnpliktiga vid mitten av 1900-talet.

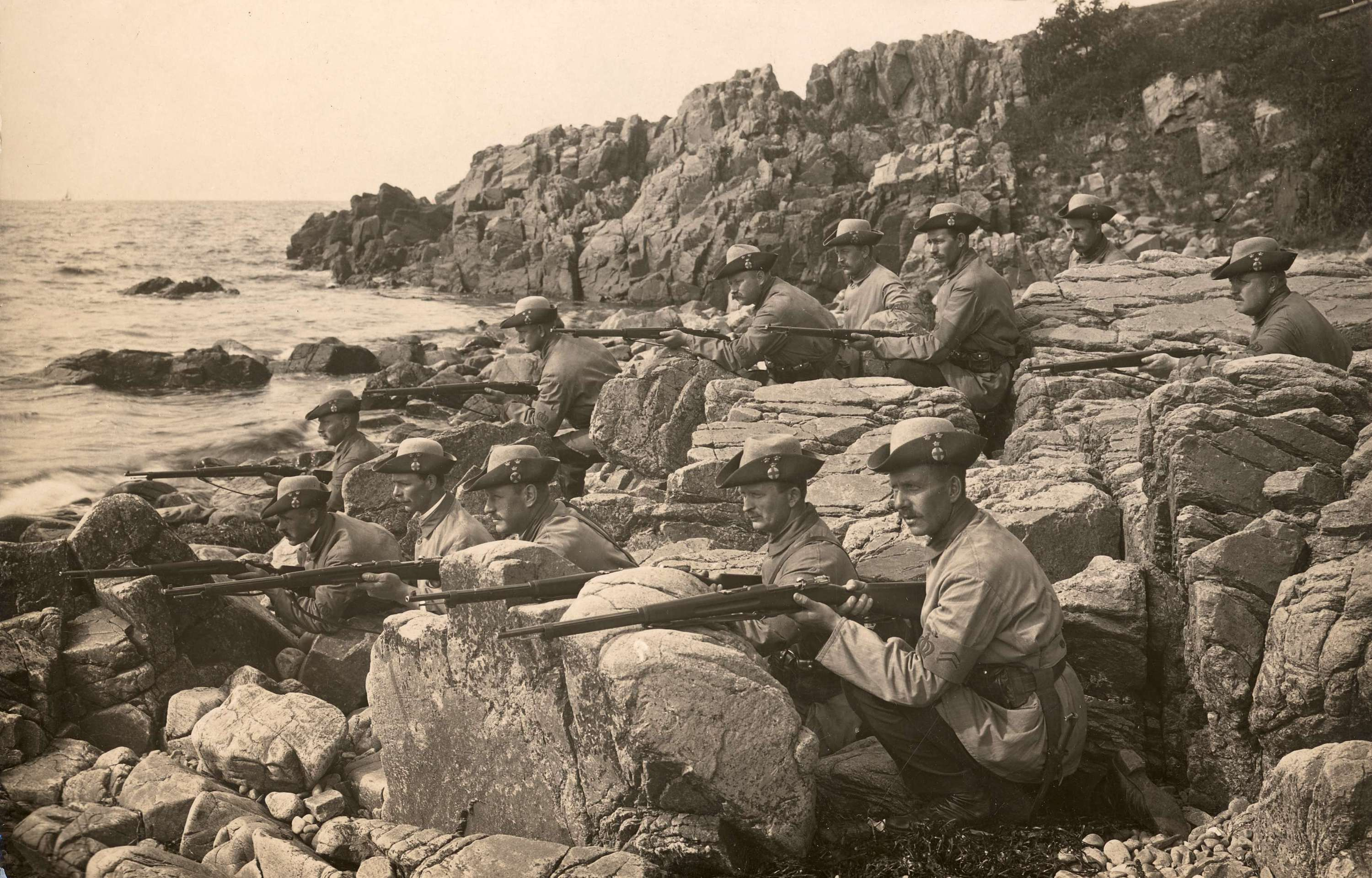
Män ur landstormen, foto från 1914–1915.

År 1901 verkställdes sista steget i det av riksdagen 1873 fattade beslutet (den så kallade "kompromissen") om ersättandet av indelningsverket med ett nytt system. Soldaterna skulle inhysas i nybyggda kaserner i städerna och i de flesta fall tjänstgjorde de i 240 dagar inklusive repetitionsövningar. Det nya systemet byggde på en fast anställd stam av officerare samt allmän värnplikt. Övningstiden för de värnpliktiga förlängdes till 240 dagar vid infanteriet och 365 för specialtruppslagen. I krig skulle hären bestå av sex arméfördelningar och en kavallerifördelning. Landstormsorganisationen bestående av äldre värnpliktiga etablerades. Vid marinen och det senare etablerade flygvapnet gällde liknande, men ej samma, bestämmelser som vid armén.
Varje vapenför man mellan 18 och 47 års ålder var obligatoriskt värnpliktig, och blev efter rekrytutbildning enligt ovan krigsplacerad i något förberett, men i fred sovande krigsförband. Normalt vart sjätte eller tolfte år inkallades den värnpliktige till repetitionsutbildning under cirka en månad för att i ofred och i beredskapslägen då krig hotar, vara stridbar och kunna mobiliseras. 1925 års försvarsbeslut i riksdagen innebar att en nedrustning av det svenska försvaret inleddes. En tredjedel av de värnpliktiga undantogs från tjänstgöring. Från mitten av 1930-talet ökade spänningen i Europa med Nazitysklands och Sovjetunionens makttillväxt. 1936 fattade riksdagen beslut om försvarsbeslutet 1936, vilket sträckte sig över en tioårig upprustningsplan. Vid beredskapsinkallelsen 1939 stod det klart att rullföringen hade betydande brister och ändrades 1940. Krigsmakten fick ett gemensamt, mer modernt, inskrivningssystem. Våren 1939 enades riksdagen om att införa ”beredskapsövningar” i värnpliktslagen och från den 3 september 1939 rådde förstärkt försvarsberedskap. Tusentals värnpliktiga inkallades under andra världskriget (1939–1945) till beredskapstjänstgöring längs alla Sveriges gränser och kuster. Rekvisitionslagen sattes i kraft. I Sverige var det bråttom att rusta upp och man letade efter vapen och utrustning från andra länder. 1942 bildades Centrala värnpliktsbyrån och under beredskapen föddes det värnpliktssociala systemet.

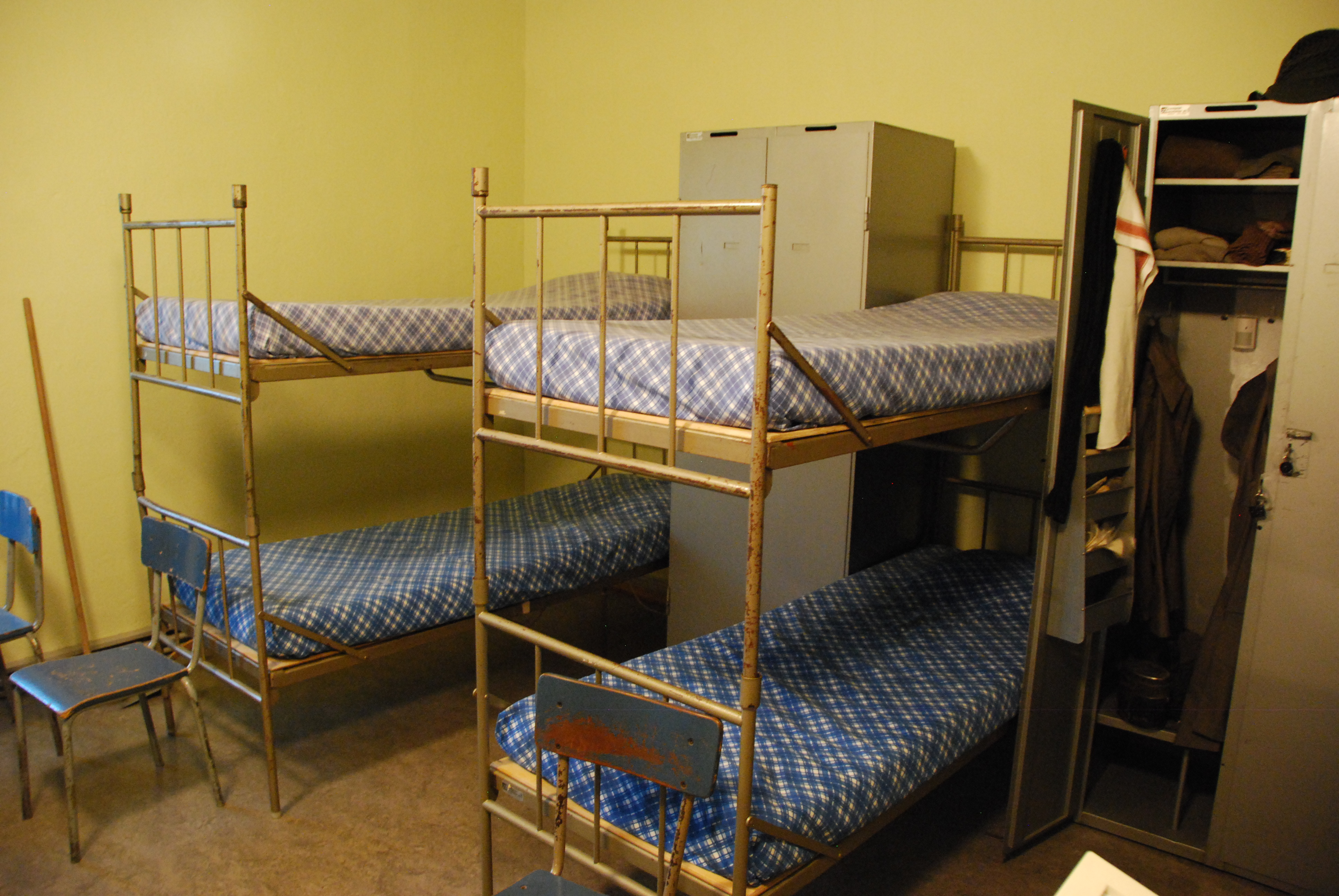
Svenskt logement med inredning från 1960-talet.

Efter andra världskrigets slut stod Sverige välrustat sett till resten av världen. Svenska politiker och försvarsexperter trodde att alla inblandade parter i kriget skulle avskräckas för nya krigshandlingar, vilket fick den parlamentariska försvarskommittén att år 1947 lägga fram ett förslag om nedrustning. Omvärldsbilden kom dock att förändras genom att Sovjetunionen gjorde länderna i Östeuropa till satellitstater, vilket även kan ses som startpunkten på kalla kriget mellan väst och öst. Det svenska svaret blev genom en närmast enig riksdag, vilken beslutade genom försvarsbeslutet 1948, att försvarsorganisationen skulle bibehållas i samma storlek som under kriget. Värnpliktsvolymen kom redan 1950 att uppgå till 40 000 personer. De satsningar som gjordes på försvaret medförde att Sverige under 1960-talet kom att ha det fjärde (eller femte) starkaste och största flygvapnet i världen.
1965 prövades ett mer omfattande mönstringsförfarande med ordentliga läkarundersökningar och psykologsamtal. 1968 bildades Värnpliktsverket och under samma tid förlängdes mönstringen till två dagar för att innefatta nya medicinska, fysiska och psykologiska tester. Genom användning av datorer rationaliserades verksamheten kraftigt. Under 1960- och 70-talen blev värnpliktsutbildningen mindre auktoritär och de värnpliktigas medinflytande ökade. 1968 startades en värnpliktskongress och 1971 började man ge ut den statligt finansierade tidningen Värnpliktsnytt där värnpliktiga journalister bevakade händelser inom krigsmakten. Samma år bildades Värnpliktsrådet.
Under 1970-talet utreddes möjligheten att vidga värnplikten till att även innefatta kvinnor. Detta avvisades dock av såväl riksdagen, regeringen som krigsmakten. I stället tillsatte regeringen år 1975 en kommitté som skulle bereda kvinnors tillträde till militära yrkesbefattningar i försvarsmakten genom frivillig rekrytering till den militära grundutbildningen. Mellan 1980 och 1989 öppnades samtliga yrkeskategorier inom försvarsmakten för kvinnor.
1974 bytte krigsmakten namn till försvarsmakten (ett samlingsbegrepp för det militära försvaret – myndigheten med namnet Försvarsmakten bildades 1994). 1976 flyttade Värnpliktsverkets huvudkontor från Solna till Karolinen i Karlstad.
I samband med slutet på kalla kriget i början av 1990-talet, inleddes genom försvarsbeslutet 1992  och försvarsbeslutet 1996 en ny avrustning av försvarsmakten. Detta medförde att inkallelse till rekrytutbildning inte längre omfattade hela den grupp som tidigare var värnpliktig. Tidigare kändes den obligatoriska värnpliktstjänstgöringen tung för många, speciellt ekonomiskt då ersättningen var låg. Sedan inträffade en vändning, och många som ville göra grundutbildningen fick inte.
1995 ersatte Pliktverket myndigheterna Värnpliktsverket och Vapenfristyrelsen.

### 2000-talet

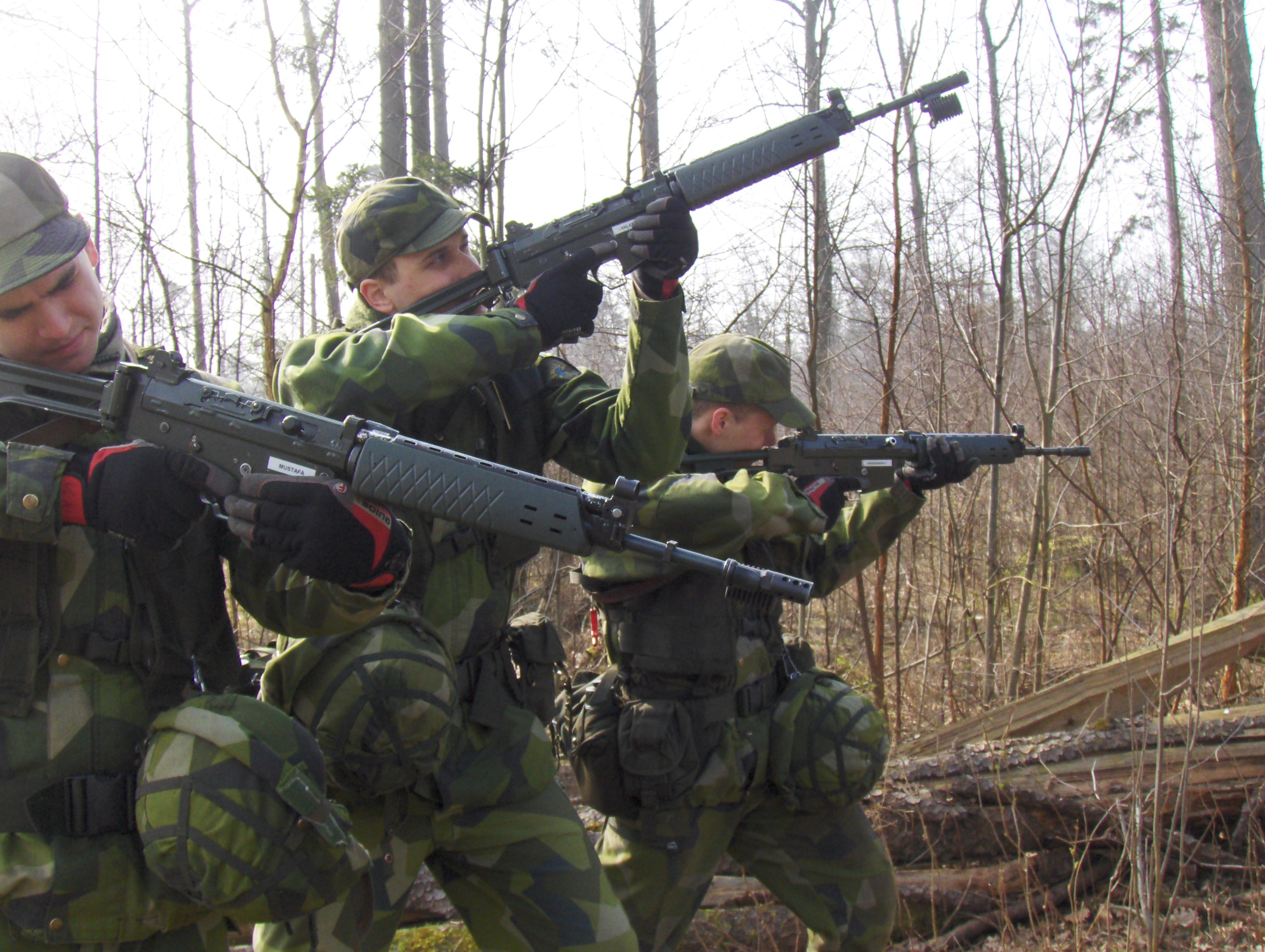
Svenska värnpliktiga 2008.

Under början av 2000-talet var värnpliktssystemet utbyggt och utgjorde en del i den svenska totalförsvarsplikten, där även civilplikt och allmän tjänsteplikt ingår. Pliktsystemet byggde på 1901 års system, och övningstiden var mellan 80 och 450 dagar beroende på befattning. Från 2007 genomförde alla mönstringsskyldiga män ett lämplighetstest via Internet; baserat på detta kallades vissa av dem till mönstring. Kvinnor kunde begära att få genomföra en antagningsprövning som motsvarade mönstringen. I samband med att Försvarsmakten omstrukturerades med försvarsbeslutet 2000 och försvarsbeslutet 2004, togs allt färre män ut för värnplikt. År 2009-2010 var det endast cirka 5 000 män som ansågs lämpliga för militärtjänst.
Som ett led i försvarsbeslutet 2009 beslutade Sveriges riksdag den 16 juni 2009 med röstsiffrorna 153–150 att Sverige skulle låta den allmänna värnplikten vila i fredstid, och från den 1 juli 2010 ersätta den med en frivillig grundläggande soldatutbildning. Riksdagen beslutade vidare den 19 maj 2010 att ersätta värnpliktsutbildningen med en frivillig militär grundutbildning. Förändringen av värnplikten genomfördes enligt en trestegsmodell: 
- Steg 1: De som hade påbörjat grundutbildning före den 1 juli 2010 kom att genomföra den på frivillig basis.
- Steg 2: De som antagits till värnpliktsutbildning, men påbörjat grundutbildning efter den 1 juli 2010 kom att erbjudas utbildning på frivillig grund.
- Steg 3: De som antagits för värnpliktsutbildning, men påbörjat grundutbildning efter den 1 januari 2011 kom att erbjudas en tre månaders frivillig grundutbildning med erbjudande om soldatbefattningsutbildning.[25] Den 24 juni 2010 blev Försvarsmaktens tekniska skola det sista förband som genomförde sin utryckningsceremoni, genom att 59 värnpliktiga soldater ur 1. tekniska bataljonen avslutade sin tjänstgöring inför att värnplikten blev vilande i Sverige.[26]

Mönstringen upphörde och Totalförsvarets rekryteringsmyndighet (tidigare Pliktverket) testade därefter frivilliga till Försvarsmaktens militära grundutbildning. Alla 18-åriga svenska medborgare, både kvinnor och män, var efter reformen skyldiga att lämna uppgifter om sina personliga förhållanden i ett webbaserat frågeformulär. Dessa uppgifter samlades in genom beredskapsunderlaget för att kunna användas om värnplikten återigen skulle tillämpas.
Med ett regeringsbeslut i december 2014 återuppväcktes skyldigheten att genomföra repetitionsutbildning, och den 2 mars 2017 meddelades att 4 000 kvinnor och män årligen skulle kallas in från och med 1 juli 2017 (med årskull födda 1999 som första). I januari 2018 blev Ledningsregementet (LedR) och Göta ingenjörregemente (Ing 2) först ut att ta emot värnpliktiga efter att värnpliktsutbildningen återaktiverats. Den 12 juni 2018 skedde den första större inryckningen då Arméns jägarbataljon tog emot sina 140 värnpliktiga kvinnor och män, som påbörjade en elva månader lång grundutbildning. Totalt var det cirka 3 000 män och kvinnor som fram till september 2018 ryckte in på förbanden runt om i landet i och med att värnpliktsutbildningen återaktiverades efter att ha varit inaktiv sedan 2010.

## Sociala frågor
1968 blev en politisk värnpliktsrörelse aktiv inom den svenska Försvarsmakten. Som en reaktion på sociala missförhållanden inom värnpliktsutbildningen hölls 1969 den första Värnpliktsriksdagen i Stockholm. Värnpliktiga med olika erfarenheter delade med sig av dessa till varandra. Försvarsmakten anammade idén, och 1970 genomfördes den första värnpliktskonferensen i deras regi. Då tillsattes också den första Värnpliktiga arbetsgruppen, senare Värnpliktsrådet. När värnplikten avskaffades, upplöstes dessa institutioner. Den oberoende organisationen Svensk soldat syftar till att fylla en liknande roll.
I dag finns även en Europeisk organisation, European Council of Conscripts Organisations, som fungerar som en europeisk paraplyorganisation för värnpliktsorganisationer.

## Populärkultur
Värnplikten har inspirerat mängder av filmer, bland annat Soldat Bom (1948) där Nils Poppe spelar den överambitiöse soldaten Fabian Bom som driver befälen till vansinne. I Repmånad (1979) spelar Janne Loffe Carlsson Oskar Lövgren som försöker smita från fältövningar för att ragga tjejer. Nionde kompaniet (1987), Colin Nutleys första svenska långfilm, visar hur ett motorbyte i en bil utvecklar sig till en verksamhet där ett helt regemente blir inblandat.

## Volymer inryckta
| År      | Antal inryckta |
| ------- | -------------- |
| 1994/95 | 34 948         |
| 1995/96 | 36 903         |
| 1997    | 32 150         |
| 1998    | 25 305         |
| 1999    | 18 711         |
| 2000    | 16 978         |
| 2001    | 13 859         |
| 2002    | 14 546         |
| 2003    | 15 529         |
| 2004    | 14 446         |
| 2005    | 9 225          |
| 2006    | 10 129         |
| 2007    | 4 730          |
| 2008    | 7 908          |
| 2009    | 7 345          |
| 2010    | 1 644          |
| 2018    | 3 750          |
| 2019    | 4 500          |
| 2020    | 4 917          |
| 2021    | 5 873          |
| 2022    | 5 475          |
| 2023    | 6 320          |